# سوق السيدة المنوبية

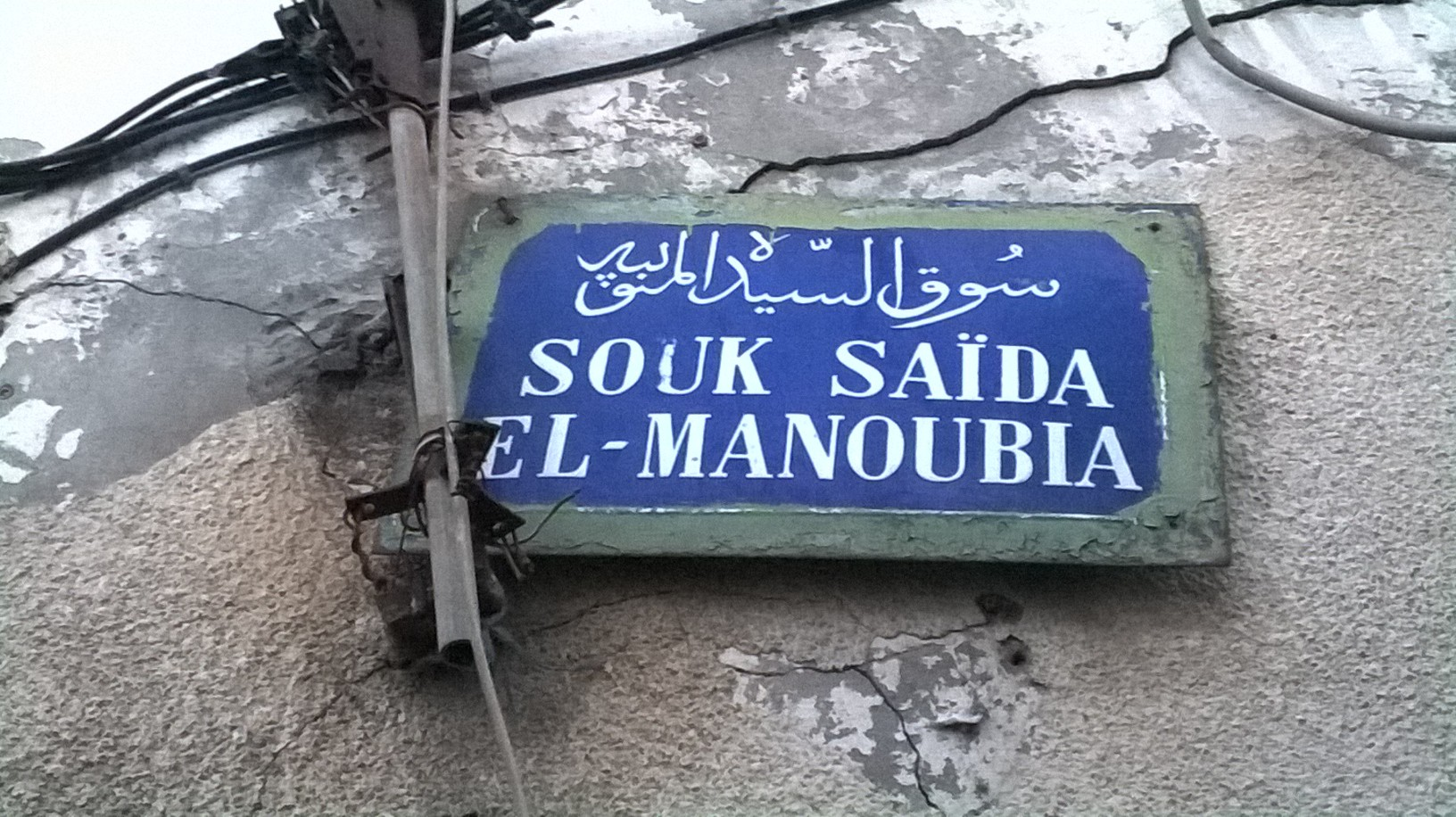
لوحة معدنية تشير إلى سوق السَّيدة المنُّوبية.

سوق السيدة المنوبية هو أحد أسواق تونس.

## أصل الكلمة

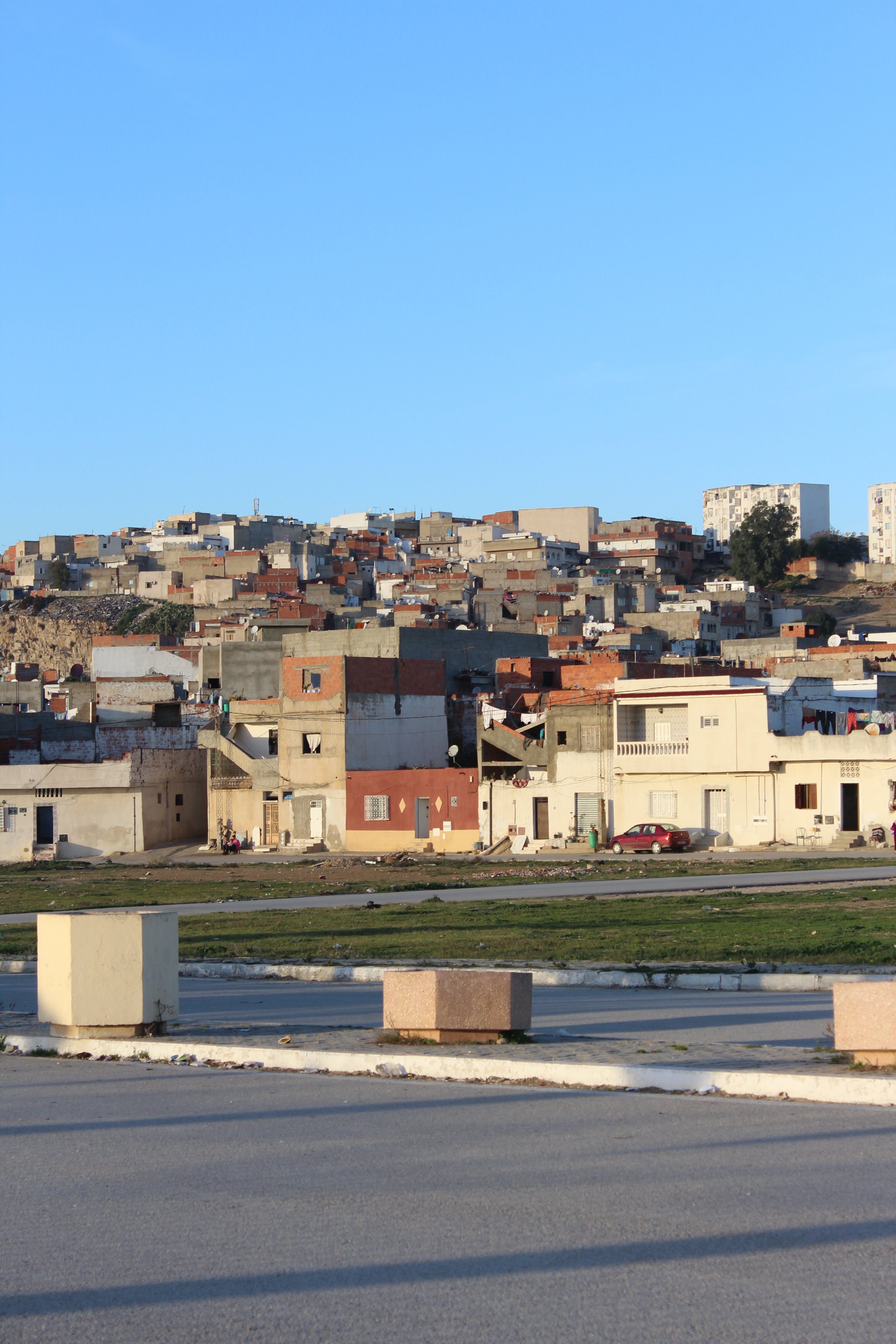
منظر لحي السيدة المنوبية (السَّيدة).

اُشتُقَّ الاسم من التونسية السيدة المنوبية وهي أحد تلاميذ أبي حسن الشاذلي.

## الموقع
يقع في الضاحية الجنوبية لمدينة تونس بالقرب من باب القرجاني.ويمر على سوق المر وسوق السلاح باتجاه عمودي، وهو موازٍ لسوق العصر وليس بعيدًا عن منطقة تعتبر من أفقر الأماكن في تونس، السيدة المنوبية.

## التاريخ
يتوفر القليل من المعلومات حول هذا الموضوع، يقول البعض أن السيدة المنوبية كانت تتردد على المكان، مما يفسر تسمية هذه المنطقة بأكملها.

## الآثار
يوجد حمام قديم عند التقاطع مع سوق المر كما لا يبعد جامع الحلق الذي بني في القرن الرابع عشر كثيرًا عن المكان.

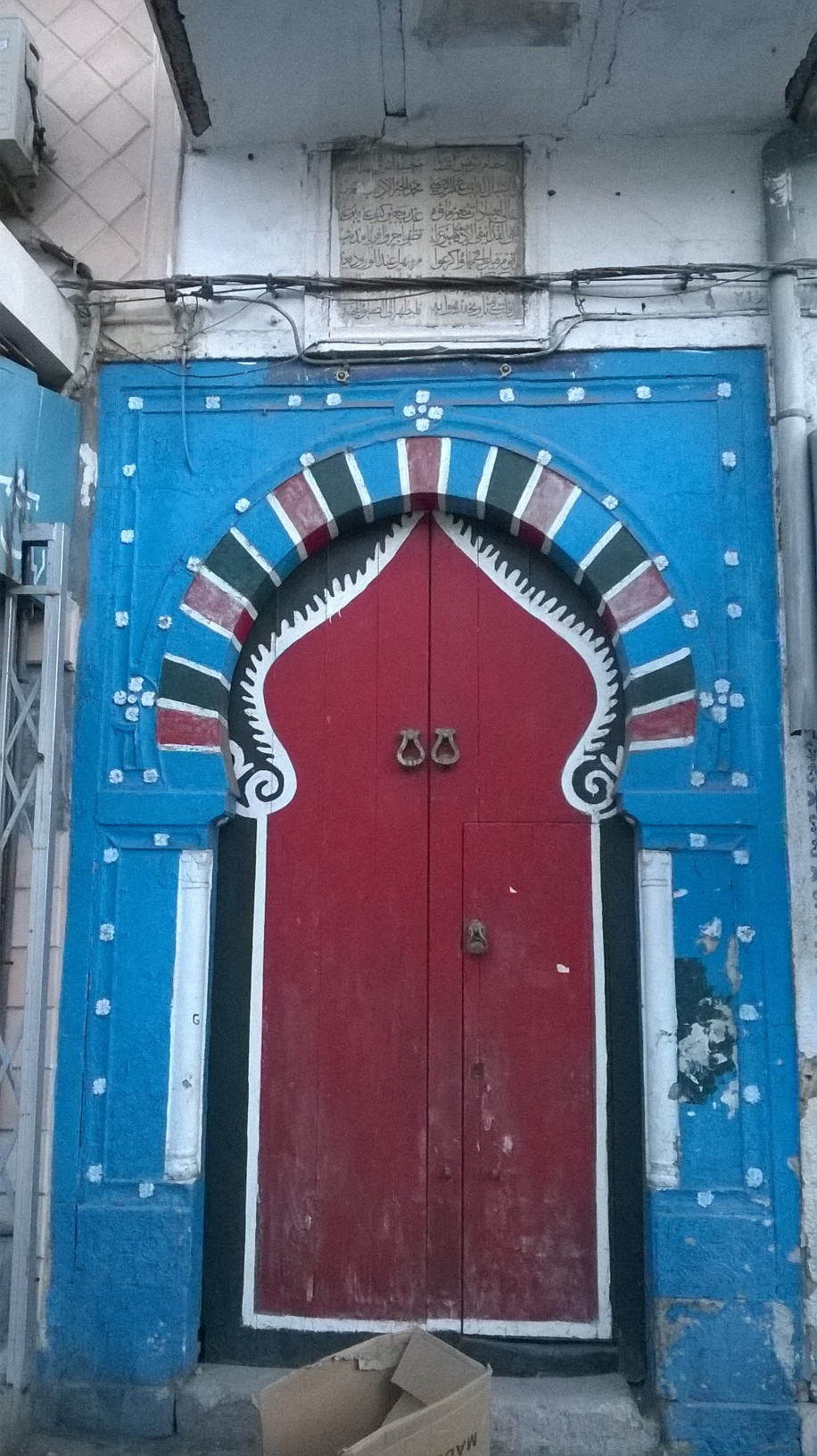
حمام المر : الباب الأمامي
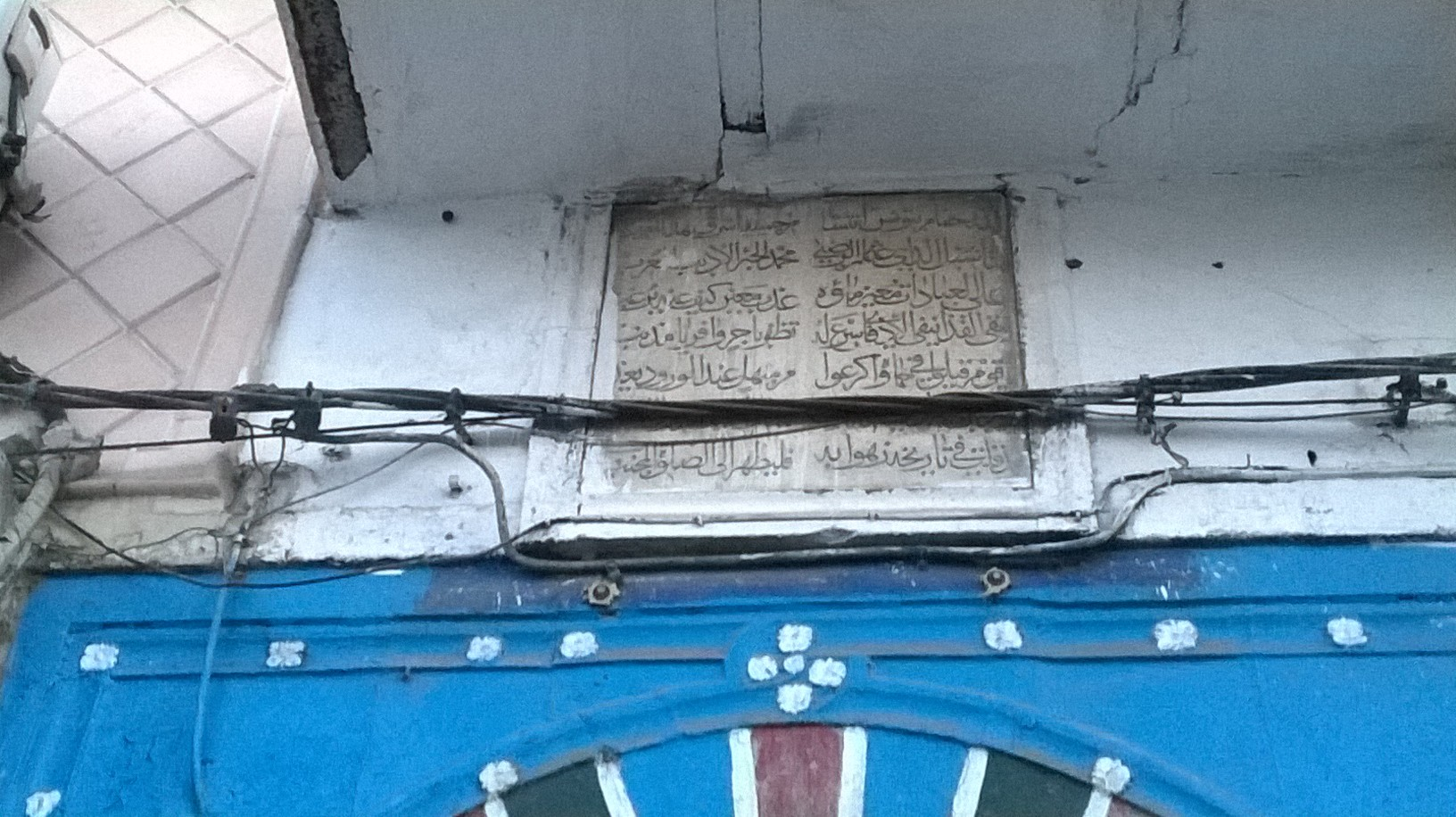
حمام المر : لوحة تاريخية
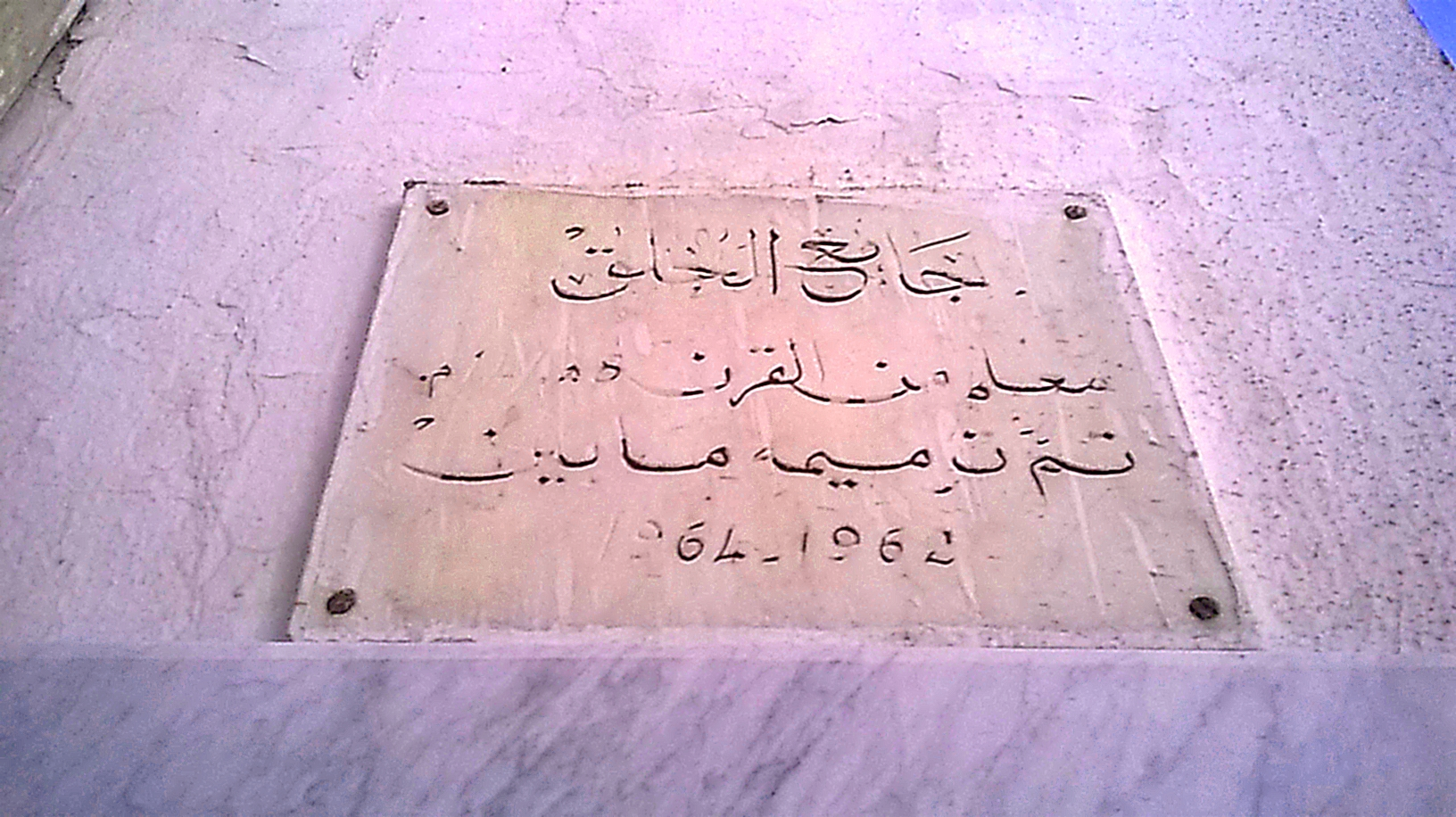
لوحة مسجد الحلق التذكارية
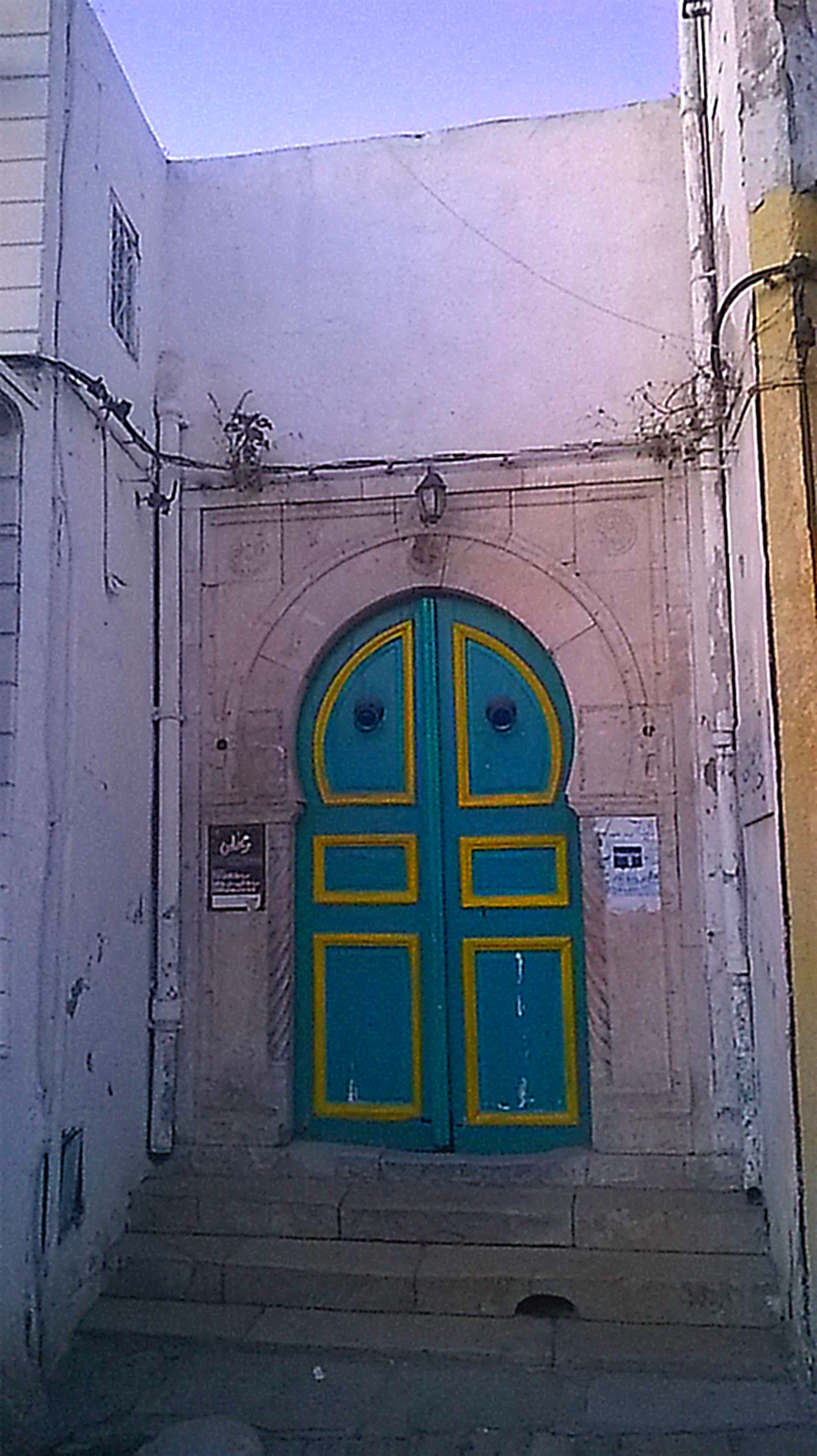
باب مسجد الحلق
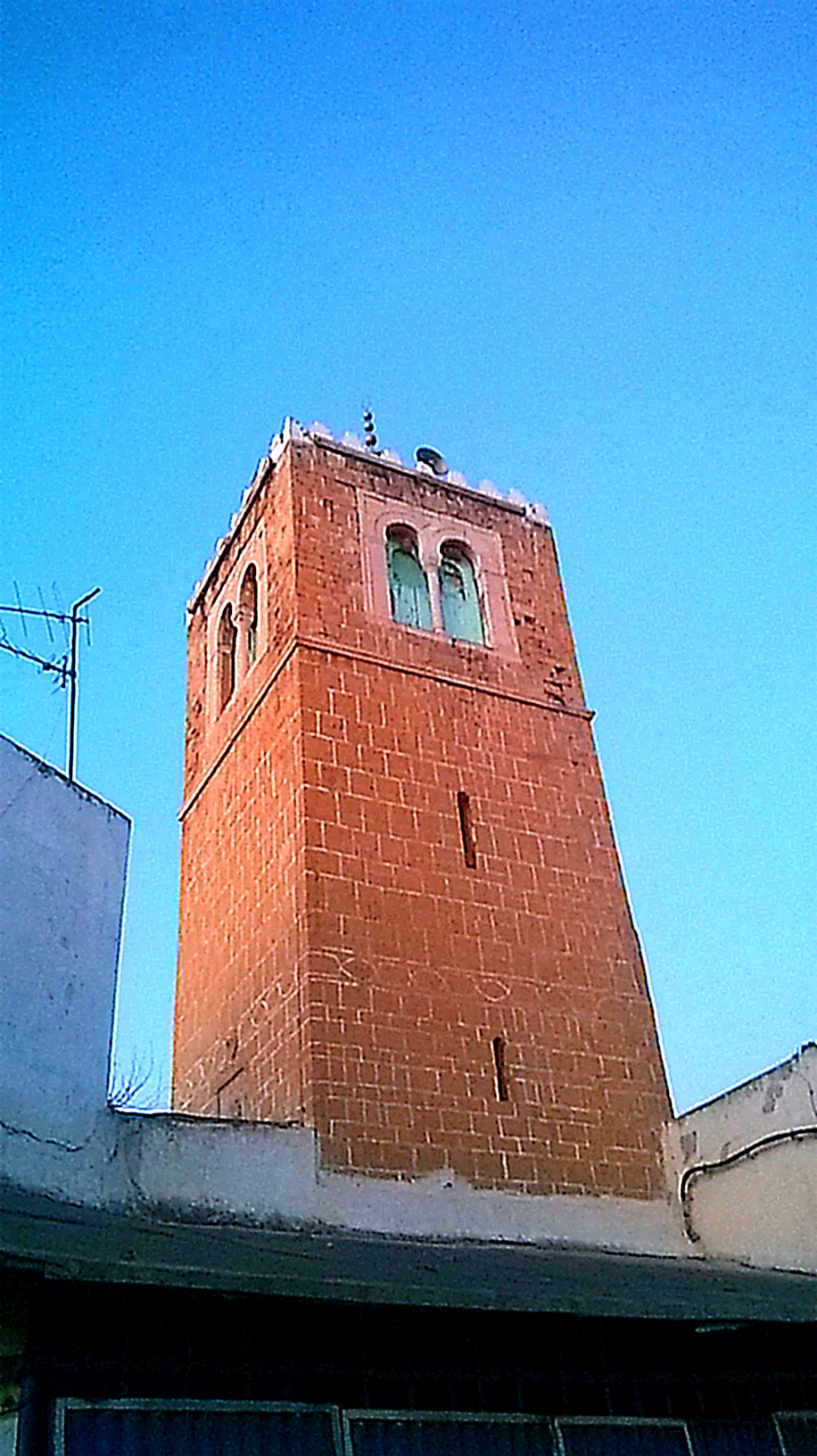
مئذنة مسجد الحلق